# Коропи (риби)

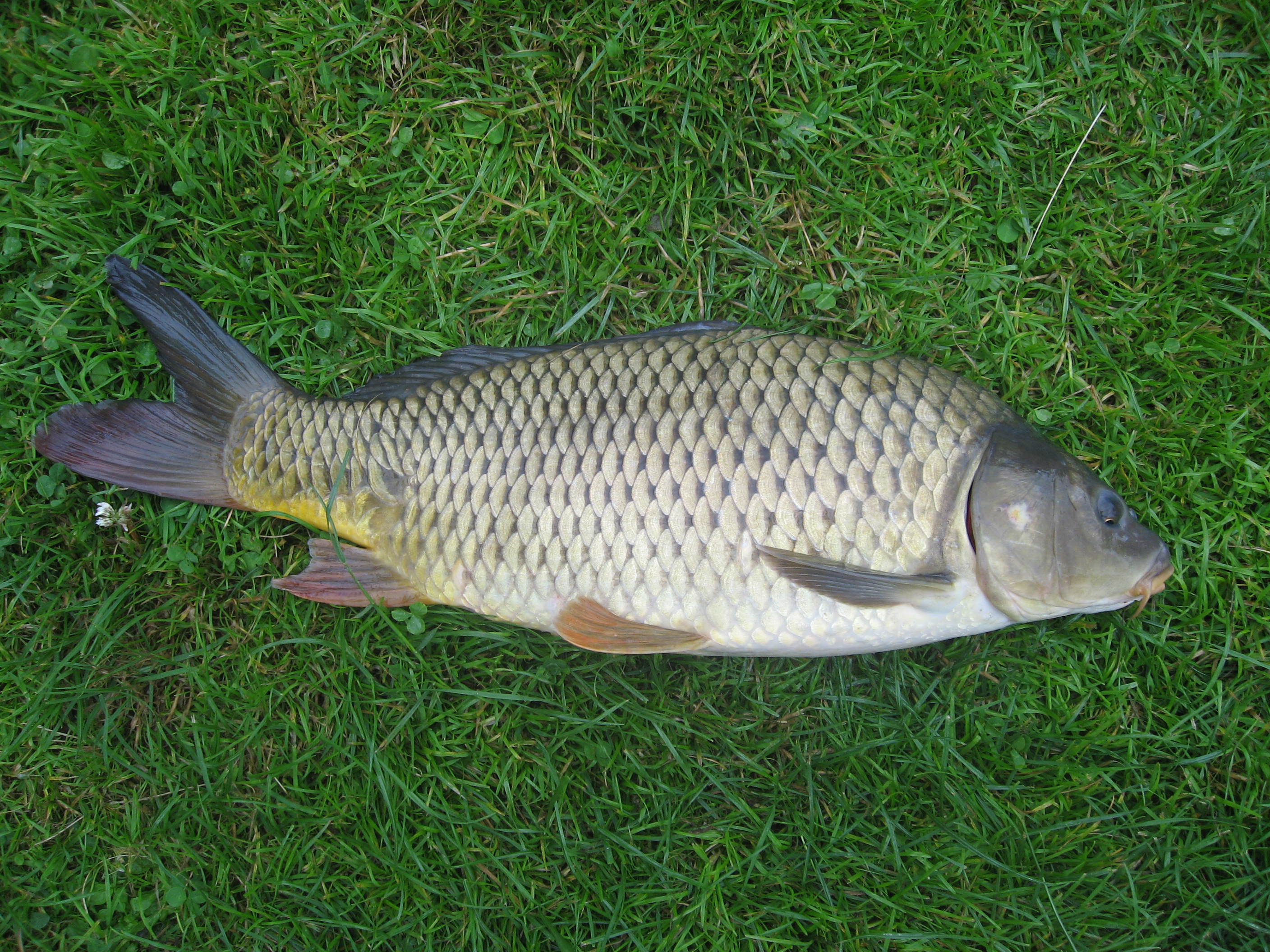
Короп звичайний, Cyprinus carpio

Коропи — різні види жирних прісноводних риб із сімейства коропові, дуже великої групи риб, що походять з Європи та Азії. Хоча короп споживається в багатьох частинах світу, їх, як правило, вважають інвазійним видом у частинах Африки, Австралії та більшості Сполучених Штатів.
Англійською мовою слово «короп» (англ. carp) має ширше значення ніж українською, оскільки представники родини коропові переважно містять у назві слово «короп» (англ. carp) (наприклад, товстолобик білий — silver carp, амур чорний — black carp, карась звичайний — crucian carp тощо).

## Біологія
Коропоподібні (сімейство коропові) традиційно групуються з харациноподібних, сомоподібних та гімнотоподібих для створення вищого порядку остаріофізи, оскільки ці групи мають деякі спільні риси. Ці особливості включають перебування переважно в прісній воді та наявність апарату Вебера, анатомічної структури, утвореної з перших п'яти передніх хребців, та відповідними їм ребрами та нервовими гребенями.
Третя найбільш передня пара ребер контактує з продовженням кісткового лабіринту, а ззаду з плавальним міхуром. Функція недостатньо зрозуміла, але припускається, що ця структура бере участь у передачі вібрацій від плавального міхура до лабіринту та сприйнятті звуку, що пояснювало б, чому остаріофізи мають такий хороший слух.

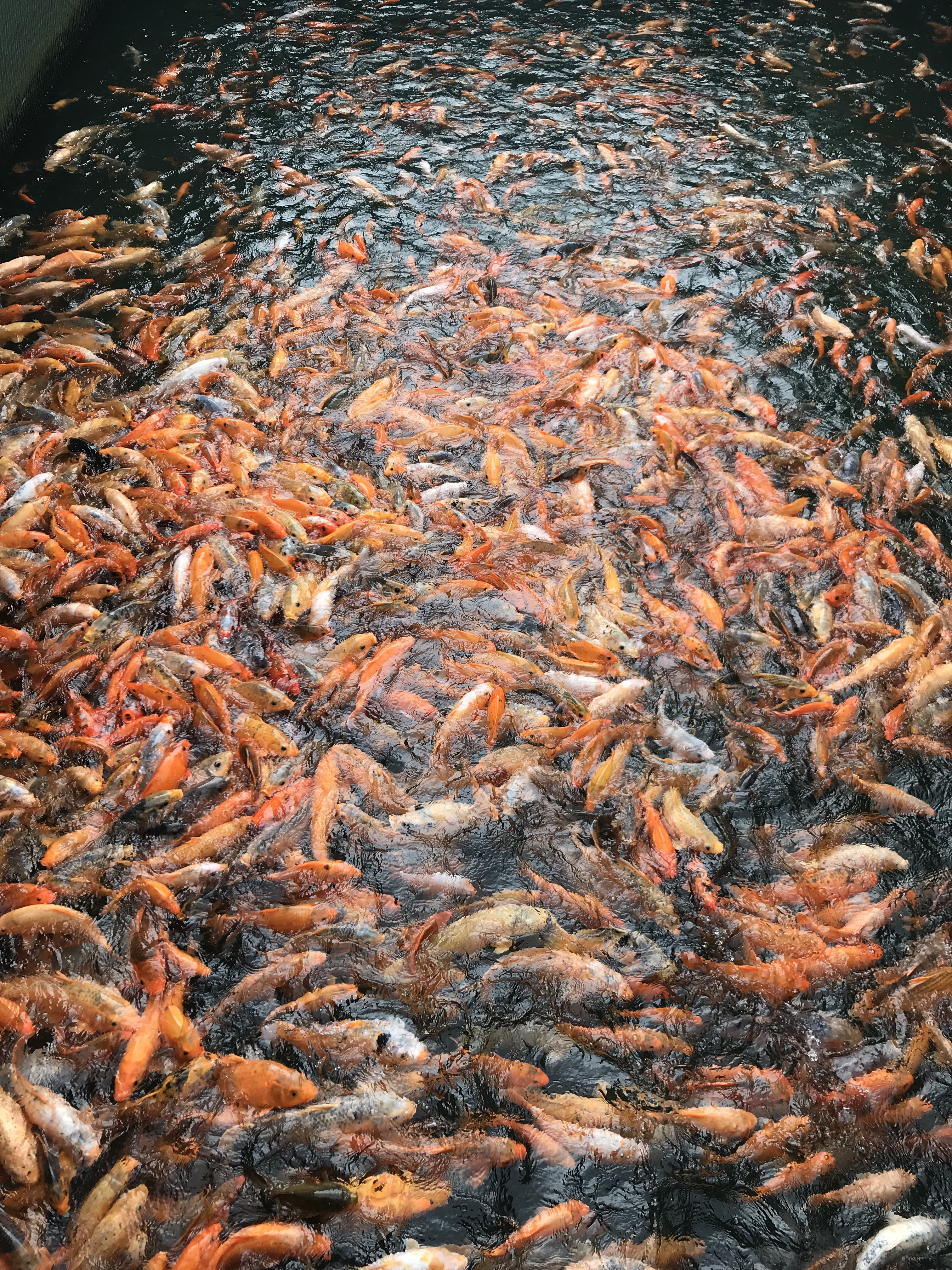
Коропи були одомашнені для прикраси водойм за допомогою парчевих коропів

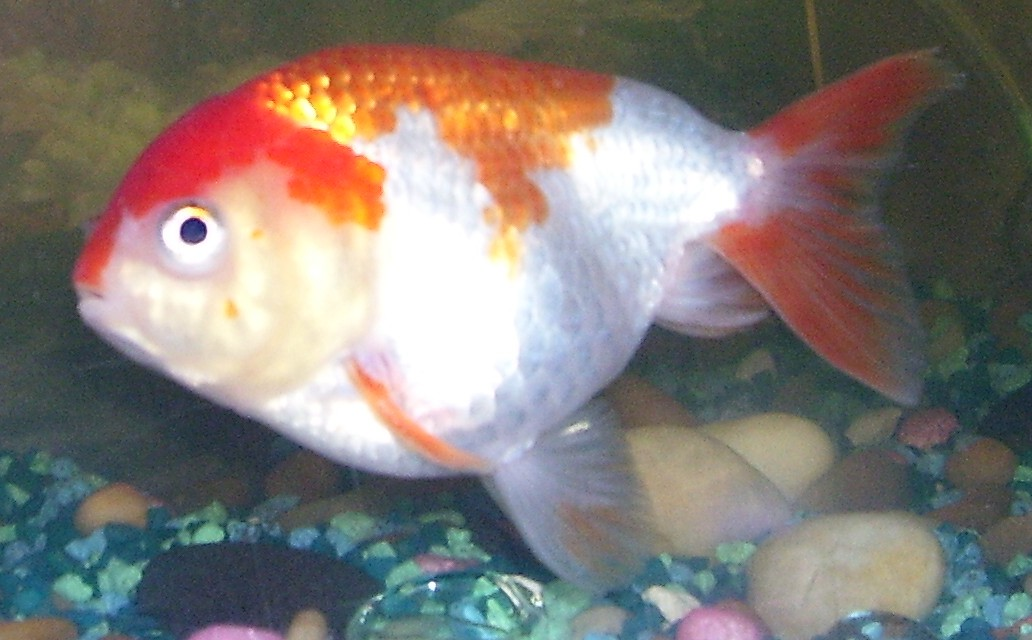
Золоті рибки — популярні домашні тварини, що походять від коропа

У більшості коропоподібних є лусочки і зуби на нижніх глоткових кістках, які можуть змінюватися залежно від раціону. Угай — єдиний рід коропових, який може мешкати у солоній воді. Кілька видів переходять у солонувату воду, але повертаються в прісну для нересту. Усі інші коропоподібні мешкають у континентальних водах і мають широкий географічний ареал. Деякі вважають всіх коропових риб коропами, а сама родина Cyprinidae відома саме як родина коропових.
У розмовному вживанні короп зазвичай відноситься лише до кількох великих видів коропових, таких як короп звичайний, карась звичайний, амур білий, товстолобик білий та товстолобик строкатий.
Короп здавна був важливою харчовою рибою для людини. Деякі види, такі як різні породи золотих рибок та одомашнений короп звичайний, відомий як парчевий короп, є популярними декоративними рибами. Як наслідок, коропи з'являлися в різних куточках світу і це мало неоднозначний результат. У США кілька видів коропів вважаються інвазійними видами, і в усьому світі на боротьбу з коропом витрачаються великі суми коштів.
Принаймні деякі види коропів здатні виживати місяцями практично без кисню (наприклад, під льодом або у стоячій, гнилій воді), метаболізуючи глікоген з утворенням молочної кислоти, яка потім перетворюється на етанол та вуглекислий газ. Етанол дифундує в навколишню воду через зябра.

## Види
| Деякі важливі представники з родини коропові | Деякі важливі представники з родини коропові     | Деякі важливі представники з родини коропові | Деякі важливі представники з родини коропові | Деякі важливі представники з родини коропові | Деякі важливі представники з родини коропові | Деякі важливі представники з родини коропові | Деякі важливі представники з родини коропові | Деякі важливі представники з родини коропові | Деякі важливі представники з родини коропові | Деякі важливі представники з родини коропові |
| Загальна назва                               | Наукова назва                                    | Макс. довжина (см)                           | Звичайна довжина (см)                        | Макс. вага (кг)                              | Макс. вік (роки)                             | Трофічний рівень                             | Fish Base                                    | ФАО                                          | ІСТІ                                         | Статус МСОП                                  |
| -------------------------------------------- | ------------------------------------------------ | -------------------------------------------- | -------------------------------------------- | -------------------------------------------- | -------------------------------------------- | -------------------------------------------- | -------------------------------------------- | -------------------------------------------- | -------------------------------------------- | -------------------------------------------- |
| Товстолобик білий                            | Hypophthalmichthys molitrix (Valenciennes, 1844) | 105                                          | 18                                           | 50                                           |                                              | 2.0                                          | [ 7 ]                                        | [ 8 ]                                        | [ 9 ]                                        | Близький до загрозливого                     |
| Короп звичайний                              | Cyprinus carpio (Linnaeus, 1758)                 | 110                                          | 31                                           | 40,1                                         | 38                                           | 3,0                                          | [ 11 ]                                       | [ 12 ]                                       | [ 13 ]                                       | Уразливі види                                |
| Амур білий                                   | Ctenopharyngodon idella (Valenciennes, 1844)     | 150                                          | 10,7                                         | 45,0                                         | 21                                           | 2,0                                          | [ 15 ]                                       |                                              | [ 16 ]                                       | Не оцінено                                   |
| Товстолобик строкатий                        | Hypophthalmichthys nobilis (Richardson, 1845)    | 146                                          | 60                                           | 40,0                                         | 20                                           | 2,3                                          | [ 17 ]                                       |                                              | [ 18 ]                                       | Даних недостатньо                            |
| Карась звичайний                             | Carassius carassius (Linnaeus, 1758)             | 64                                           | 15                                           | 3,0                                          | 10                                           | 3,1                                          | [ 20 ]                                       |                                              | [ 21 ]                                       | У найменшій загрозі                          |
| Короп індійський                             | Cyprinus catla (Hamilton, 1822)                  | 182                                          |                                              | 38,6                                         |                                              | 2,8                                          | [ 23 ]                                       |                                              | [ 24 ]                                       | Не оцінено                                   |
| Короп білий                                  | Cirrhinus cirrhosus (Bloch, 1795)                | 100                                          | 40                                           | 12,7                                         |                                              | 2,5                                          | [ 25 ]                                       |                                              | [ 26 ]                                       | Уразливі види                                |
| Амур чорний                                  | Mylopharyngodon piceus (Richardson, 1846)        | 122                                          | 12,2                                         | 35                                           | 13                                           | 3,2                                          | [ 28 ]                                       |                                              | [ 29 ]                                       | Не оцінено                                   |
| Cirrhinus molitorella                        | Cirrhinus molitorella (Valenciennes, 1844)       | 55,0                                         | 15,2                                         | 0,50                                         |                                              | 2,0                                          | [ 30 ]                                       |                                              | [ 31 ]                                       | Близький до загрозливого                     |

## Рекреаційна риболовля

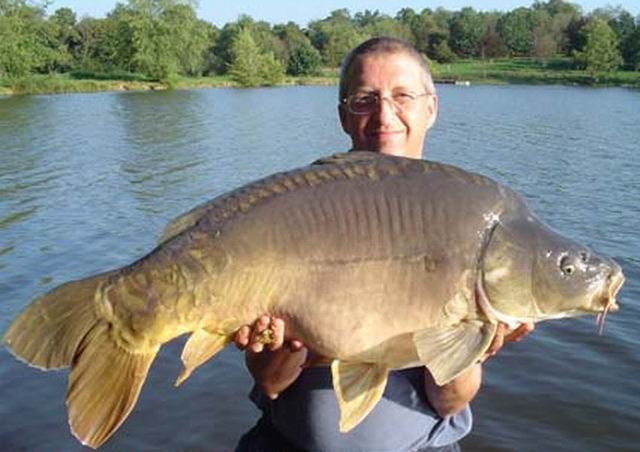
Рибалка з 17-кілограмовим коропом дзеркальним (Cyprinus carpio)

У 1653 році Ізаак Волтон писав у The Compleat Angler: «Короп — королева річок; велична, добра і дуже витончена риба; вона спочатку не виводилася і не була здавна в Англії, але зараз натуралізована.»
Коропи є мінливими з точки зору величини риболовлі.
- В Європі, навіть коли їх не ловили для їжі, їх охоче шукали рибалки, високо цінуючи як грубу рибу[en], яку важко піймати.[32] У Великій Британії процвітає ринок риболовлі коропа. Це найбільш швидкозростаючий рибальський ринок у Великій Британії, і він створив ряд спеціалізованих видань з риболовлі на коропа, таких як Carpology,[33] Advanced carp fishing, Carpworld і Total Carp, а також інформативних вебсайтів з риболовлі на коропа, таких як The Carp Plaice [Архівовано 1 травня 2021 у Wayback Machine.].[34]
- У Сполучених Штатах короп також класифікується як груба риба[en], що шкодить натуралізації екзотичних видів, але має спортивні якості. Короп довгий час страждав від поганої репутації в США як небажана для риболовлі або для харчування риба, тим більше, що коропи, як правило, є інвазивними видами, що конкурують з більш бажаною місцевою рибою. Тим не менше, багато департаментів природних ресурсів штатів починають розглядати коропа як рибу для риболовлі, а не як рибу-шкідника. Такі групи, як Wild Carp Companies,[35] Американське товариство коропів (англ. American Carp Society)[36] та Carp Anglers Group,[37] пропагують спорт та співпрацюють з департаментами рибного господарства, організовуючи заходи, щоб ознайомити та дати доступ до унікальних можливістей, які короп пропонує рибалкам у прісних водах.

## Аквакультура

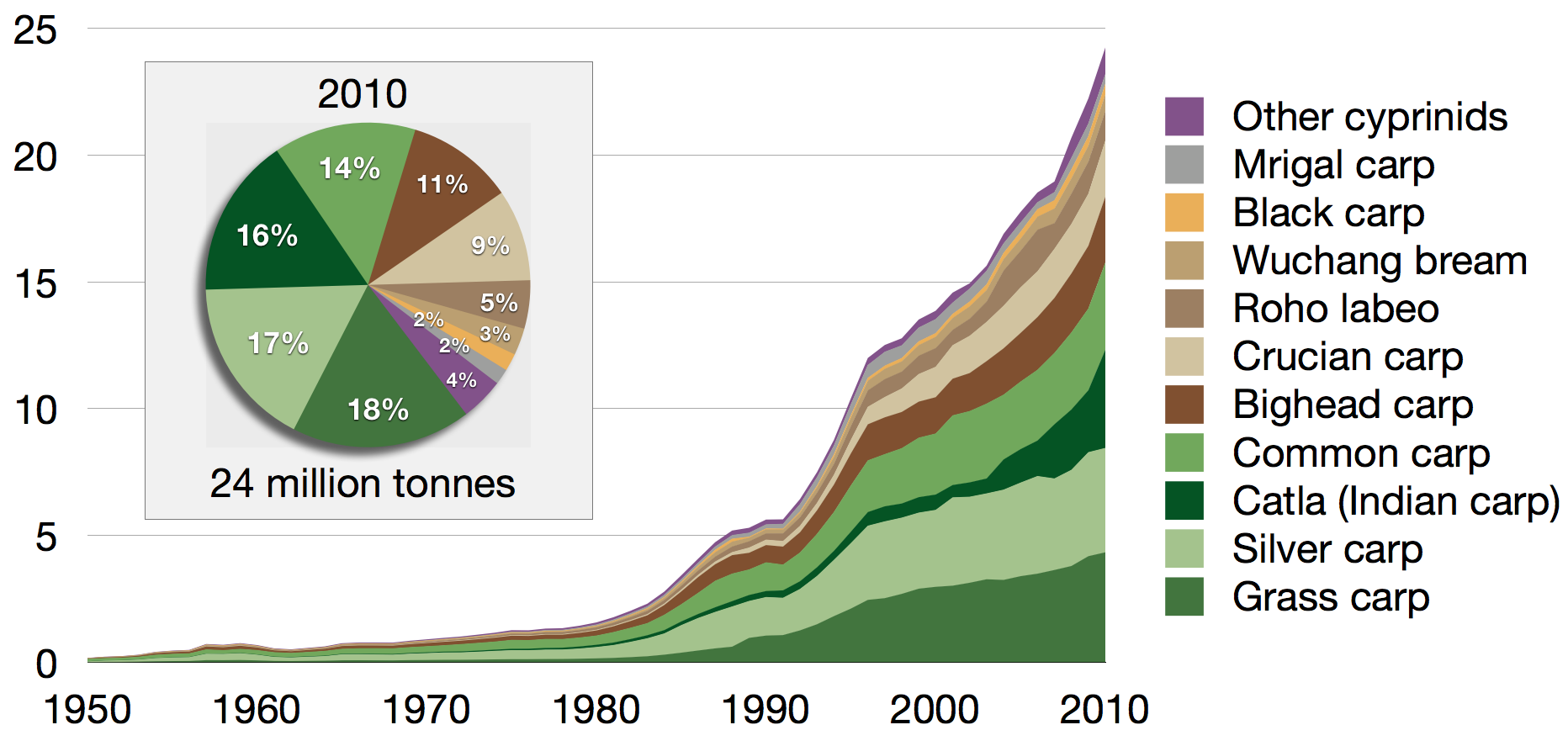
Розведення коропових в аквакультурі за видами у мільйонах тонн, 1950—2010 рр., за даними ФАО.

Різні види коропів одомашнювали і вирощували як продовольчу рибу по всій Європі та Азії протягом тисячоліть. Такі різні види, як видається, були одомашнені самостійно, оскільки різні одомашнені види коропів є рідними для різних частин Євразії. Аквакультурою займаються в Китаї щонайменше 2 400 років. Трактат Фан Лі у V столітті до нашої ери деталізує багато способів вирощування коропа у ставках. Короп звичайний, Cyprinus carpio, походить із Центральної Європи. Кілька видів коропів (відомі під загальною назвою коропи азійські) були одомашнені у Східній Азії. Коропи, які походять з Південної Азії, наприклад, катла (Gibelion catla), роху (Labeo rohita) та міргал (Cirrhinus cirrhosus), відомі як коропи індійські. Їх витривалість та пристосованість дозволили розмножувати одомашнені види по всьому світу.
Хоча короп був важливим водним продуктом харчування, оскільки більше видів риб стало доступним для харчування, значення коропа в культурі Західної Європи зменшилось. Попит зменшився, частково через появу більш бажаних столових риб, таких як форель та лосось, завдяки інтенсивному вирощуванню та екологічним обмеженням. Однак виробництво риби у ставках все ще є основною формою аквакультури в Центральній та Східній Європі, де більша частина продукції надходить із ставків низької або середньої інтенсивності. В Азії розведення коропа продовжує перевищувати загальні обсяги інтенсивного вирощування риби морських видів, таких як лосось і тунець.
| - Амур чорний - Амур білий - Товстолобик білий - Товстолобик строкатий |

## Розведення
Програми селекційного виведення звичайного коропа включають поліпшення росту, форми та стійкості до хвороб. Експерименти, проведені в СРСР, використовували схрещування розплодів для збільшення генетичного різноманіття, а потім відбирали види за такими ознаками, як швидкість росту, зовнішні ознаки та життєздатність та/або пристосування до умов середовища, таких як коливання температури. Відібраним коропом для швидкого росту і стійкості до холоду став ропшинський короп. Результати показали поліпшення переносимості холоду на 30-77,4 %, але не мали даних про швидкість росту. Зростання темпів росту спостерігали у другому поколінні у В'єтнамі, Моав та Вольфарт (1976) показали позитивні результати при виборі для повільнішого зростання для третього покоління порівняно з вибором для швидшого зростання. Шаперклаус (1962) продемонстрував стійкість до водянкової хвороби, де вибрані види страждали від низької смертності (11,5 %) порівняно з невідібраними (57 %).
Основними видами коропів, що традиційно використовуються в китайській аквакультурі, є амур чорний, амур білий, товстолобик білий і товстолобик строкатий. У 1950-х роках Інститут досліджень рибного господарства Перл-Рівер у Китаї здійснив технологічний прорив у розведенні цих коропів, що призвело до швидкого розширення прісноводної аквакультури в Китаї. Наприкінці 1990-х вчені Китайської академії рибних наук розробили новий варіант коропа звичайного, який називається короп Цзянь. Ця риба швидко росте і має високий коефіцієнт конверсії корму. Понад 50 % від загального аквакультурного вирощування коропа в Китаї припадає на коропа Цзянь.

## Як декоративна риба

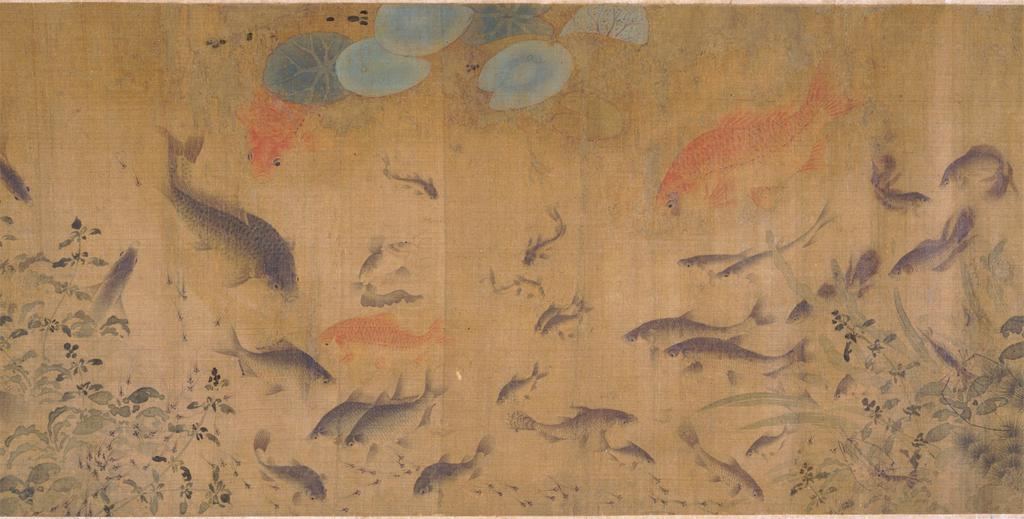
Золота рибка та інший короп із «Риби, що плавають серед падаючих квітів», картини династії Сун Лю Цая (близько 1080—1120)

Різнокольорові парчеві коропи

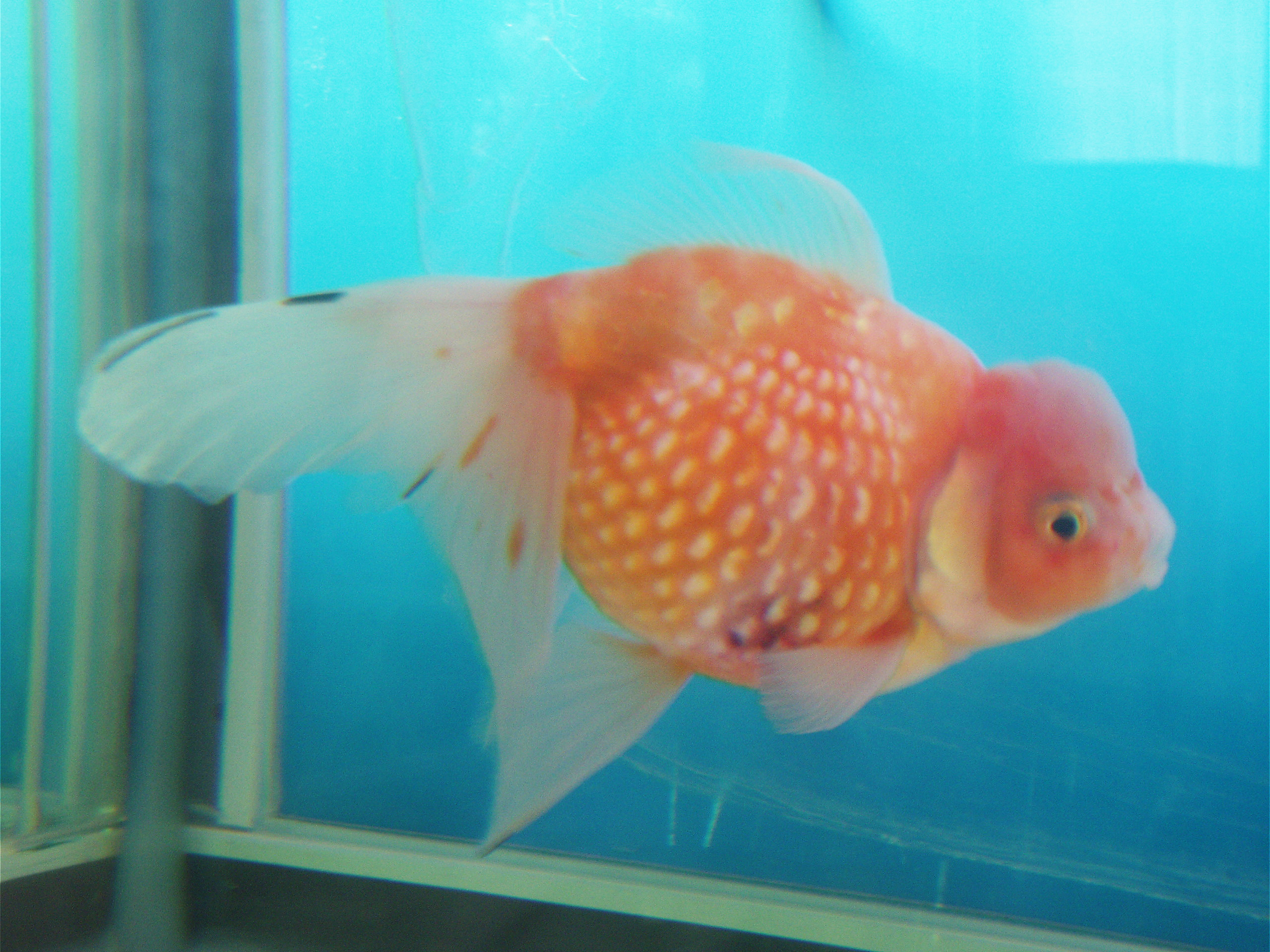
Незвичайна порода золотих рибок: строката типу.

Коропи, поряд з багатьма їхніми родичами короповими, є популярними декоративними акваріумними та ставковими рибами.
Золоті рибки (Carassius auratus) спочатку були одомашнені з карася сріблястого (Carassius gibelio), темно-сірувато-коричневого коропа, що походить з Азії. Вперше їх вивели для кольорового розведення в Китаї понад тисячу років тому. Завдяки вибірковому розведенню золотих рибок було виведено з безлічі різних порід, і вони зустрічаються в різних кольорах, кольорових малюнках, формах та розмірах, дуже відмінних від оригінальних коропів. Золоті рибки утримувались як декоративні риби в Китаї протягом тисячоліть, перш ніж були завезені в Японію в 1603 році та в Європу в 1611 році.
Парчевий короп — одомашнений підвид коропа звичайного (Cyprinus carpio), який був вибірково виведений за кольором. Короп звичайний був завезений з Китаю в Японію, де селективне розведення в 1820-х роках в регіоні Ніїгата призвело до появи парчевого коропа. В японській культурі до парчевого коропа ставляться з любов'ю і вірять, що він приносить удачу. Вони популярні в інших частинах світу як риба для відкритих водойм.

## У їжі

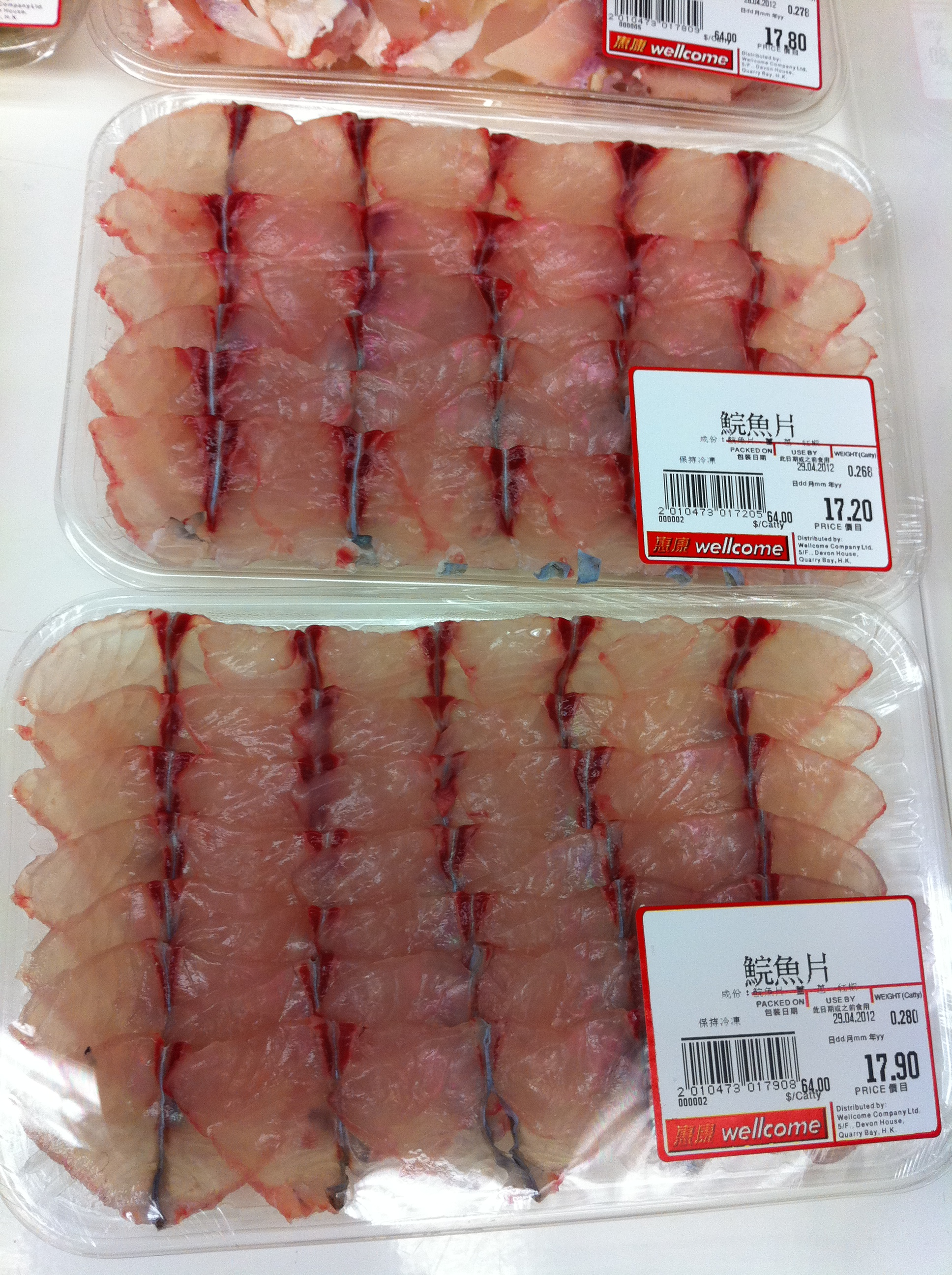
Упаковане для продажу філе амура білого

- Товстолобика строкатого люблять у багатьох частинах світу, але він не став популярною рибою в Північній Америці. Прийняттю там частково заважає слово «короп» (англ. carp) у англомовній назві (англ. bighead carp) та його асоціація із коропом звичайним, який не є загальноулюбленою продовольчою рибою в Північній Америці. М'якоть товстолобика строкатого біла і тверда, відрізняється від м'яса коропа звичайного, який темніший і насиченіший. М'якоть товстолобика строкатого справді має одну неприємну подібність до плоті коропа звичайного — обидва мають внутрішньом'язові кістки всередині філе. Однак виловлений у дикій природі товстолобик у США, як правило, набагато більший за коропа звичайного, тому внутрішньом'язові кістки також більші і, отже, менш проблематичні.
- Короп звичайний, панірований та смажений, є частиною традиційної вечері напередодні Різдва у Словаччині, Польщі, східній частині Хорватії та Чехії. У рибництві, яке здійснюється на ставках, його розглядають як найважливішу продовольчу рибу.
- Карась звичайний вважається найсмачнішою рибою в Польщі. Він подається традиційно зі сметаною (пол. karasie w śmietanie).[51]
- Cirrhinus molitorella[en] через низьку собівартість розведення в основному споживається бідними прошарками начелення; в основному він продається живим, але його можна сушити і солити.[52] Рибу іноді консервують або готують у вигляді рибних котлет, рибних кульок[53] або дамплінгів. Їх можна знайти у роздрібному продажу в Китаї.[52]
- Китайський грязьовий короп[en] є важливою харчовою рибою в провінції Гуандун. Його також культивують у цій місцевості та в Республіці Китай. Кантонська кухня та кухня Шуньде[en] часто використовують цю рибу для приготування рибних кульок та дамплінгів[en]. Його можна споживати в страві з доучі або китайською квашеною чорною квасолею, яка називається смажена даса з соленою чорною квасолею[en]. Його можна подавати, приготувавши з такими овочами, як китайська капуста.

## Список страв з коропа
- Халасле
- Куай
- Тарамосалата
- Масгуф, популярна іракська страва з приправленого коропа, приготованого на грилі
- Фарширована риба, ашкеназька єврейська страва, приготована з пашотованої суміші меленої риби без кісток, насамперед коропа, сига та щуки

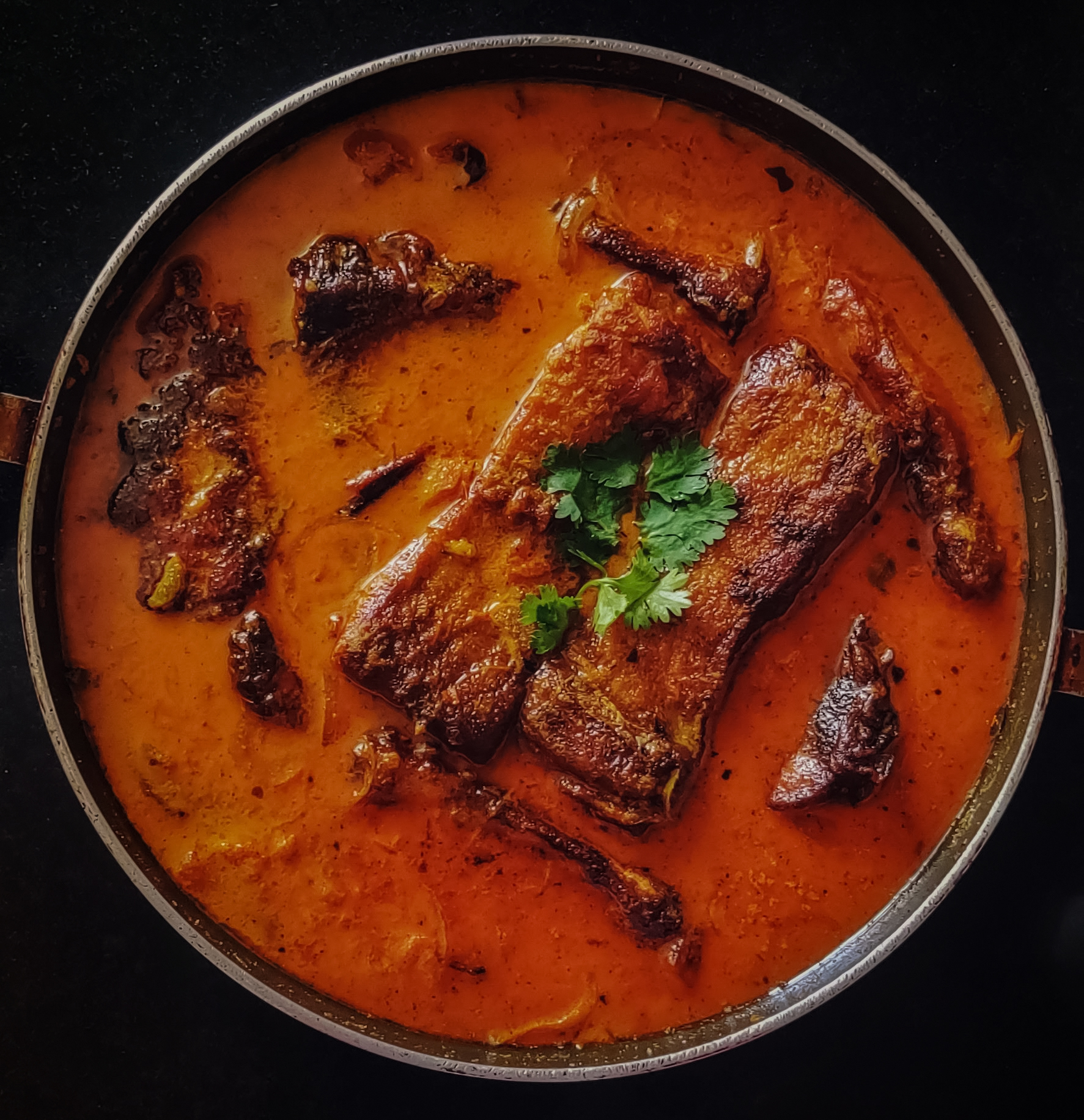
Катла калія - популярна страва із рибного карі із Західної Бенгалії, Індія
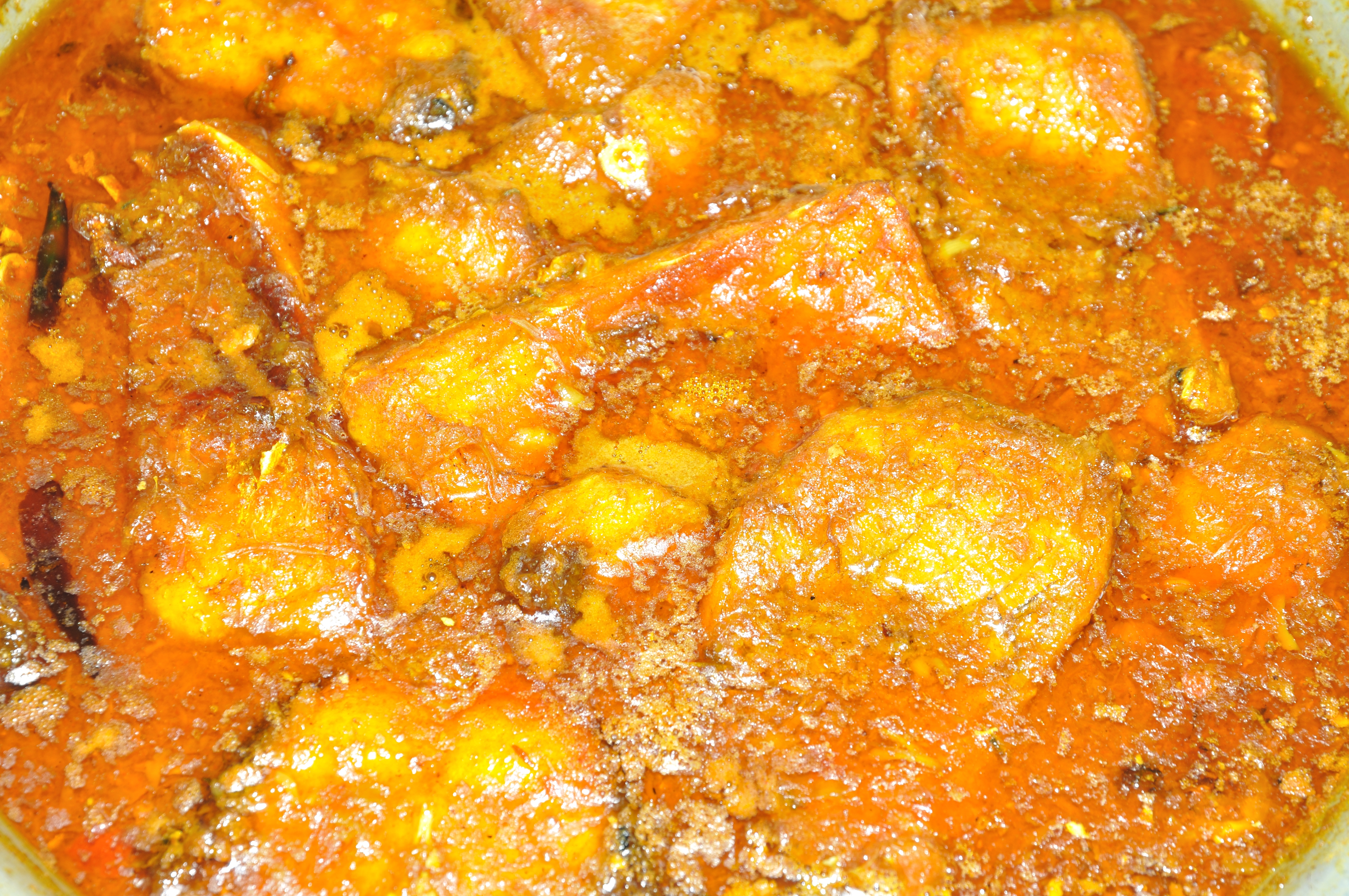
Карі з коропа, Індія
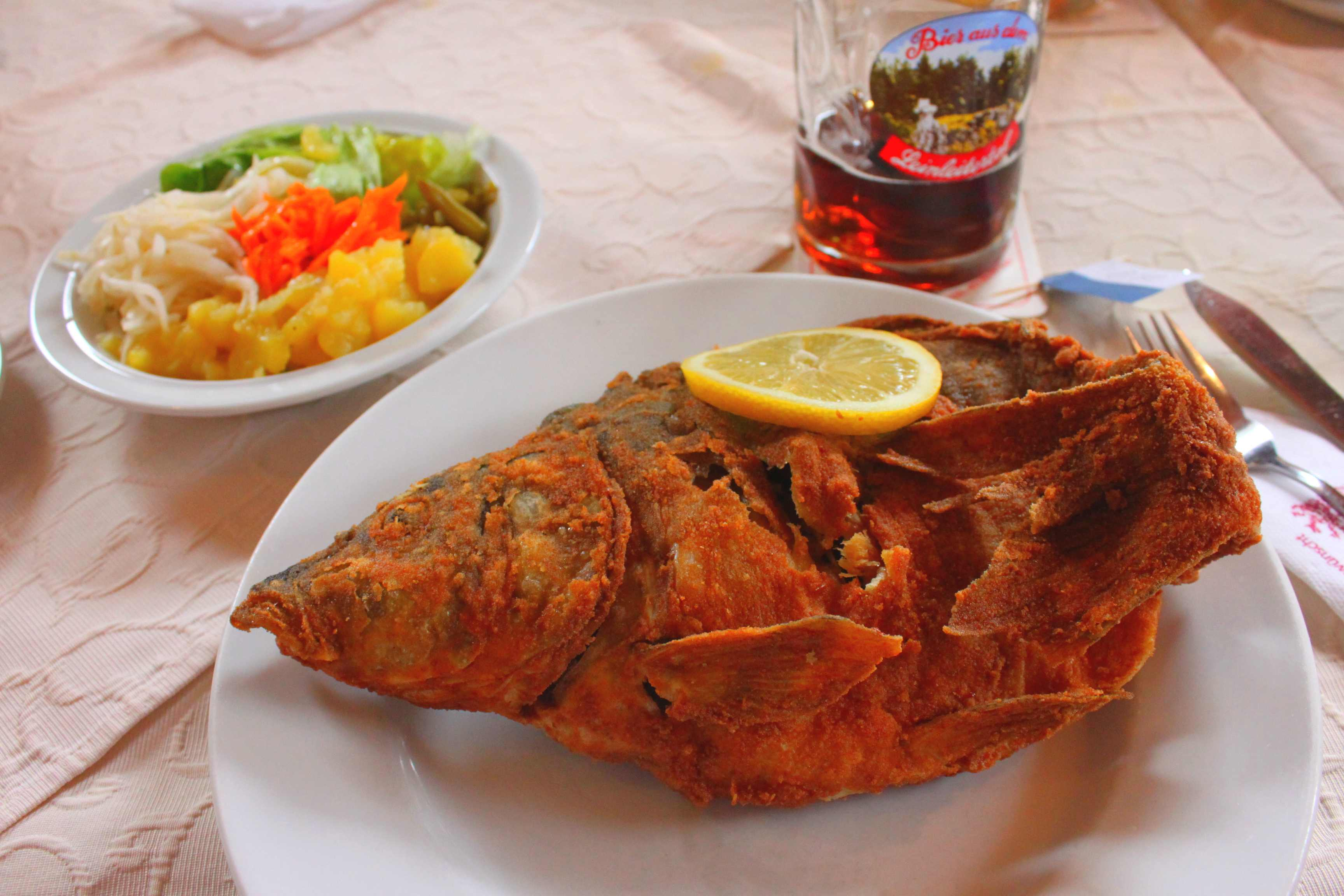
Смажений короп з Франконії, Німеччина
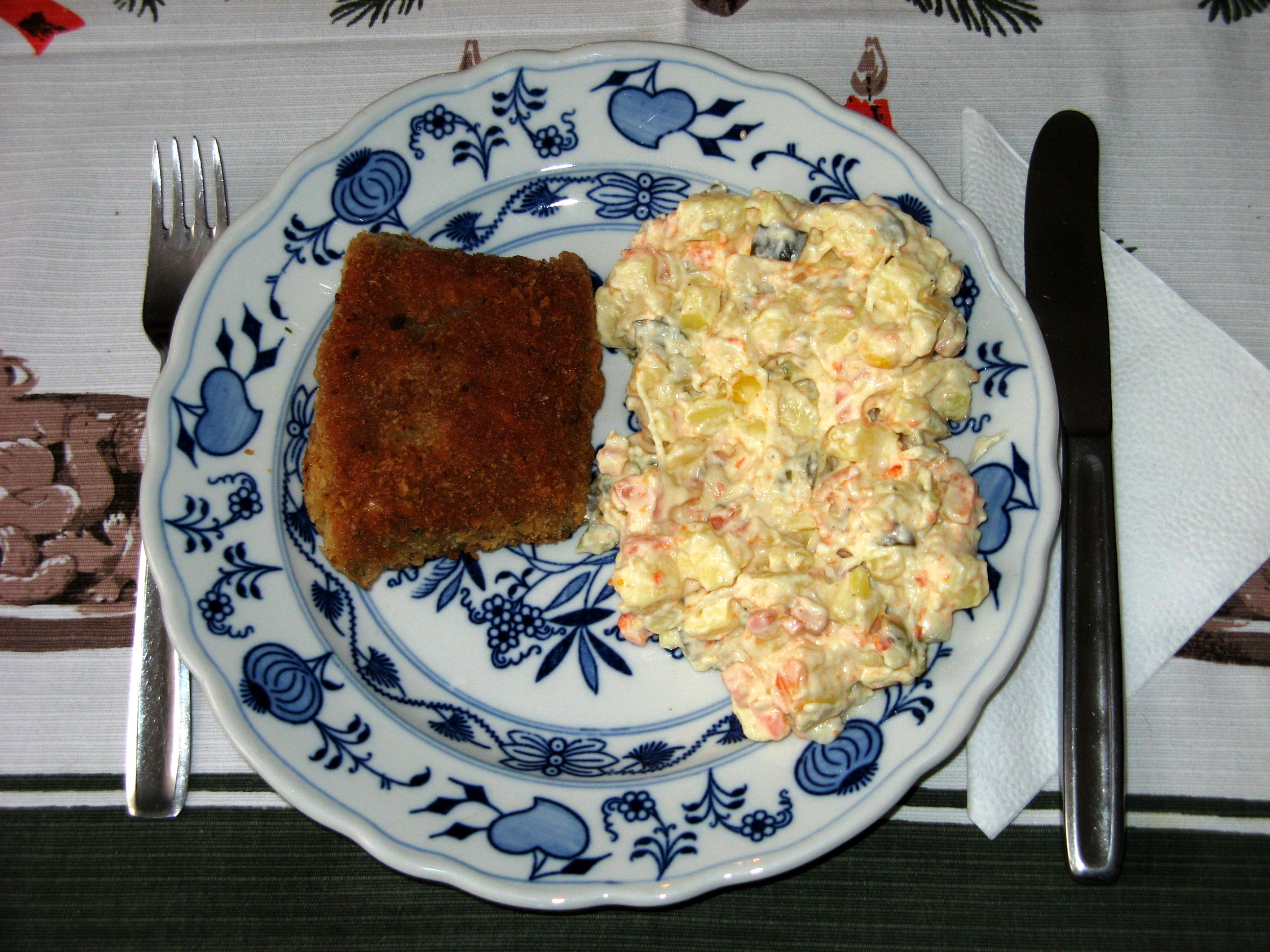
Традиційна різдвяна вечеря - смажений короп з картопляним салатом, Чехія
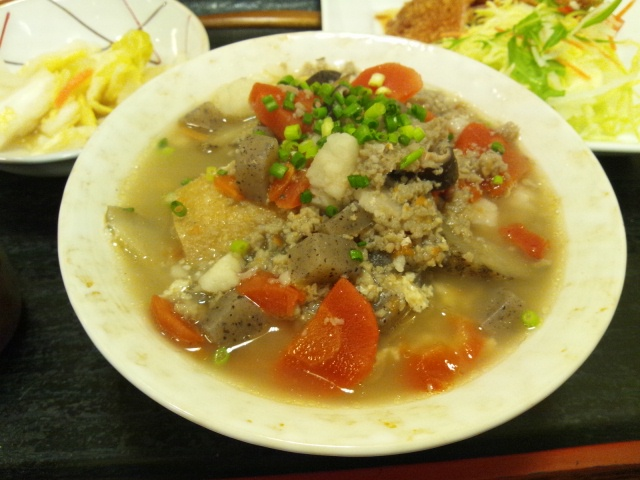
Підсмажений карась з рисом, Японія
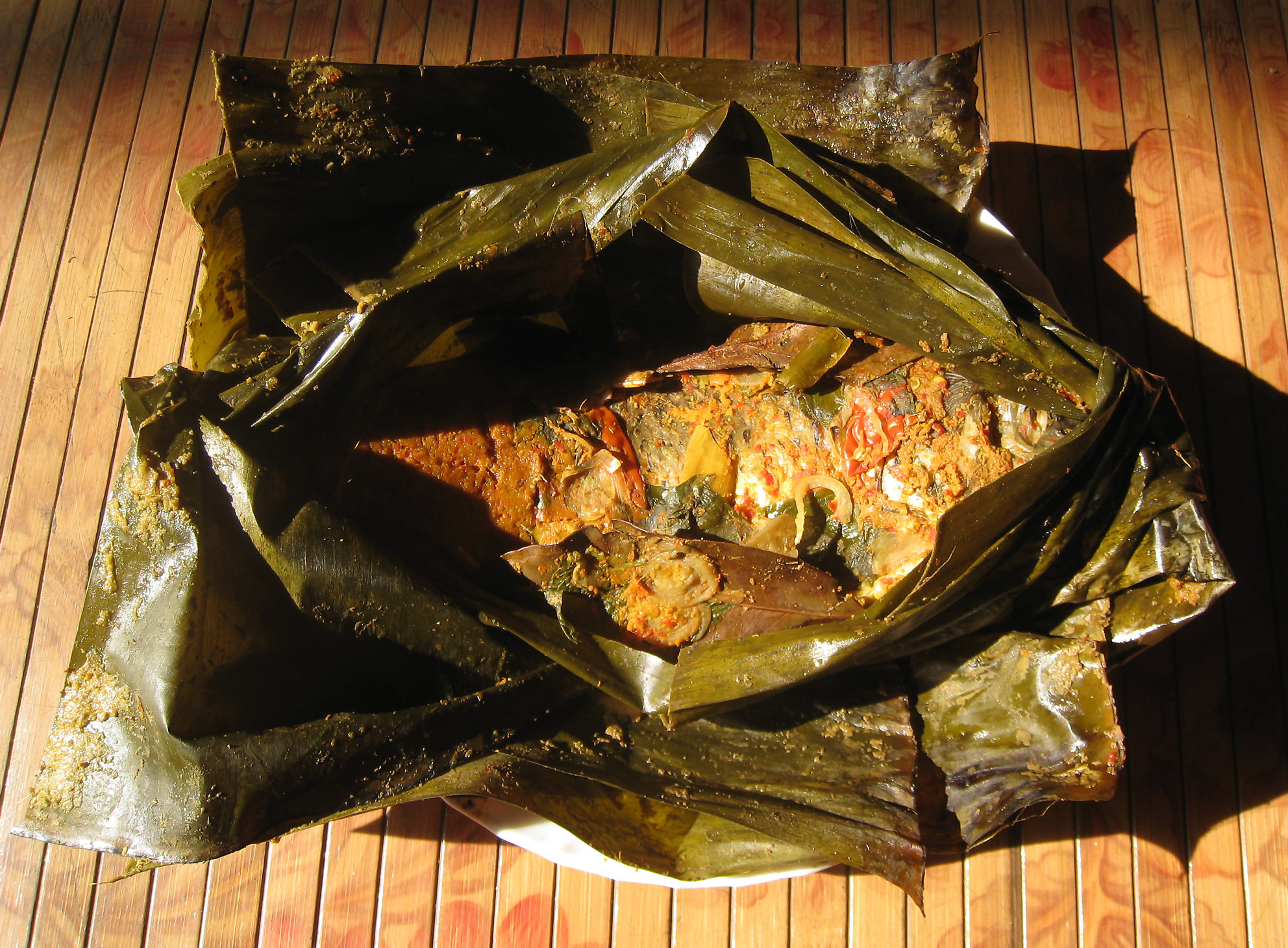
Короп в спеціях і травах, приготований у фользі з банановим листом, Сунданський
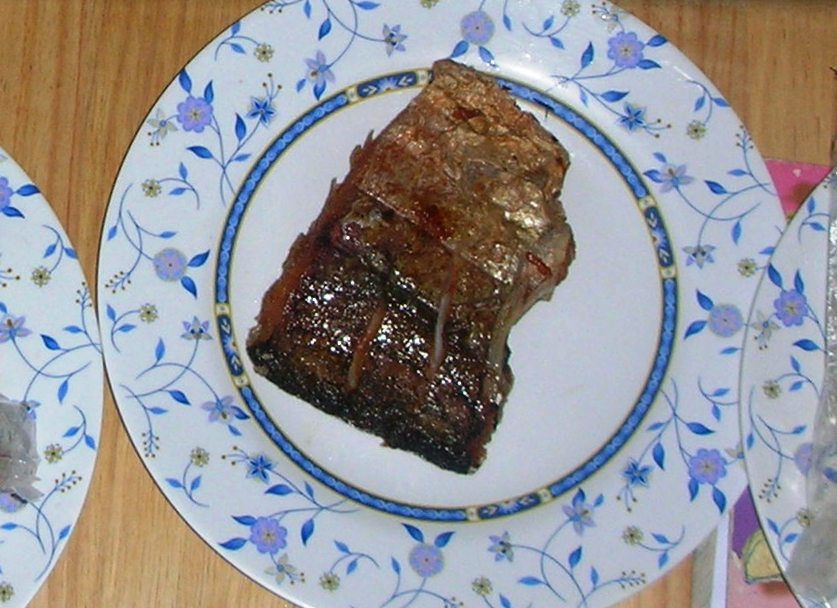
Смажений шматочок маринованої Puntius vittatus
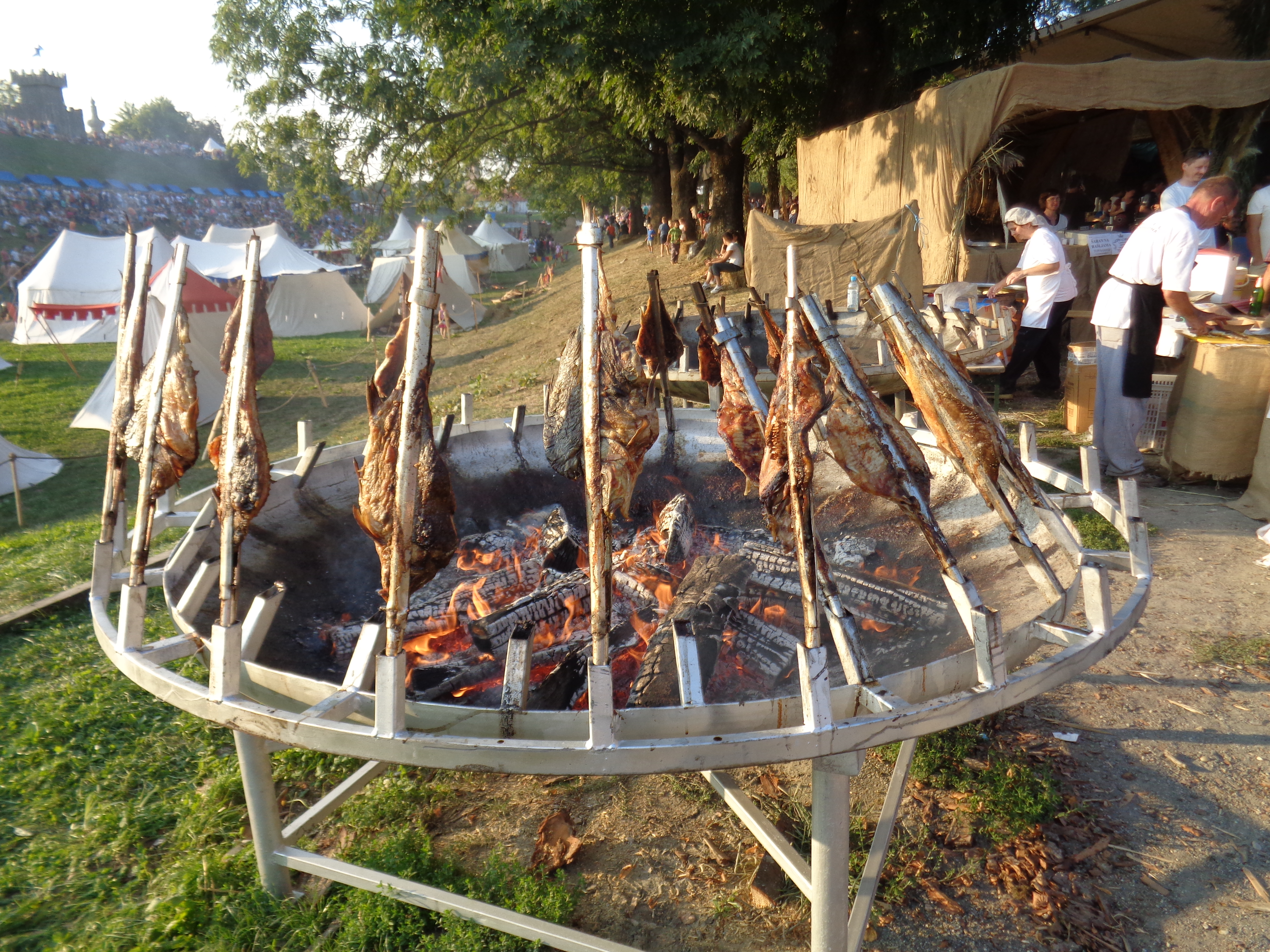
Короп на грилі, Північна Хорватія[en]